# Engel zu Fuß
Engel zu Fuß ist ein computeranimierter Kurzfilm aus dem Jahr 2007. Regie führten Jakob Schuh und Saschka Unseld. Der englische Titel des Films lautet Waltraut and Kuno.

## Handlung
Engel Waltraut stürzt vom Himmel, nachdem ihre Flügel geschrumpft sind. Sie versucht zunächst, mit einem Luftballon, den sie einem Kind wegnimmt, wieder zu fliegen. Später kommt sie zum Zirkus, wo Kuno als menschliche Kanonenkugel auftritt. Sie überredet ihn, sie mit seiner Kanone in den Himmel zu schießen, was allerdings misslingt. Bei einem zweiten Versuch explodiert die Kanone. Als Waltraut versehentlich das Zirkuszelt zum Einsturz bringt, und Kuno darunter begraben wird, rettet sie ihn, woraufhin ihre Flügel ein wenig wachsen.
Waltraut bleibt beim Zirkus, hilft mit, das Zelt wieder aufzubauen, freundet sich mit den Artisten an und tritt mit ihnen auf. Als Kuno sich eines Tages versehentlich in die unter dem Zeltdach hängende Spiegelkugel schießt und darin stecken bleibt, rettet ihn Waltraut, indem sie zu ihm hinauffliegt – ihre Flügel sind inzwischen wieder groß genug geworden.

## Hintergrund
Engel zu Fuß wurde von Carsten Bunte (Studio Soi) für das ZDF produziert. Der Film wurde 2007 erstmals ausgestrahlt.

## Auszeichnungen
Engel zu Fuß gewann 2008 den Prix pour un spécial TV des Festival d’Animation Annecy.